# Charles Leslie Courtenay
Charles Leslie Courtenay (31 de março de 1816 - 29 de outubro de 1894) foi um clérigo inglês que foi cónego de Windsor de 1859 a 1894.
Ele era o quarto filho de William Courtenay, 10.º Conde de Devon.
Ele foi educado em Christ Church, Oxford, formou-se em BA em 1837 e MA em 1840. Ele foi nomeado Vigário de Bovey Tracey em 1849 e foi capelão ordinário da Rainha Vitória de 1843 a 1849.
Em 1849, ele se casou com Lady Caroline Margaret, filha de John Somers-Cocks, 2.º Conde Somers.
Ele foi nomeado para a quinta bancada na Capela de São Jorge, Castelo de Windsor em 1859, posição que ocupou até morrer em 1894. Ele morreu em Bovey Tracey após estar doente por dois dias.